# Minuartia uniflora
Minuartia uniflora là loài thực vật có hoa thuộc họ Cẩm chướng. Loài này được (Walter) Mattf. mô tả khoa học đầu tiên năm 1921.